# Löhma (Leutenberg)
Löhma ist ein Ortsteil der Stadt Leutenberg im Landkreis Saalfeld-Rudolstadt in Thüringen.

## Lage
Löhma liegt im Norden der Stadt auf einer Hochfläche über dem Sormitz- und dem Saaletal in einer Höhe von 520 m in eine Geländesenke.

## Geschichte
Gegründet wurde der Ort wahrscheinlich von sorbischen Siedlern. Erstmals urkundlich erwähnt wird die Siedlung als Lemane im Jahr 1074. Zu dieser Zeit gehörte der Ort zum Benediktinerkloster Saalfeld und war eine der ersten Siedlungsinseln in diesem Gebiet. Ab circa 1300 wurde hier ein Rittergut errichtet, das als Wohnort eines niederen Adligen diente. 1434 ging das Rittergut von Bernhard von Könitz auf Burg Eichigt in das Eigentum Familie von Beulwitz über. Im Laufe der Jahre wurde das Dorf in ein Gutsdorf umgewandelt. Um 1850 verließ der letzte eigenen Grund und Boden besitzende Bauer den Weiler. Um 1860 lebten in Löhma 60 Menschen aus sechs verschiedenen Familien. 23 waren im Rittergut beschäftigt. Zum Gut gehörte auch eine Brauerei und eine Branntweinbrennerei. Noch im 19. Jahrhundert wurde Löhma nach Munschwitz eingemeindet. Der Ort gehörte  bis 1918 zur Exklave Leutenberg der Oberherrschaft der Grafschaft bzw. des Fürstentums Schwarzburg-Rudolstadt.
1956 bis 1963 wurde auf der Flur der Gemeinde das Oberbecken des Pumpspeicherwerkes Hohenwarte II errichtet. 1997 wurde Löhma gemeinsam mit Munschwitz nach Leutenberg eingemeindet.

## Bauwerke

### Hohenwarte
Das Oberbecken des Pumpspeicherwerkes Hohenwarte II wurde 1956 bis 1963 in einer Geländemulde errichtet. Zwei Seiten des Beckens bestehen aus einer Gewichtsstaumauer aus Beton und eine Seite aus einem Steinschüttdamm.

### Sanatorium
Die Unterkunft für die Bauarbeiter des Pumpspeicherwerkes wurde 1965 in ein Kursanatorium für Magen- und Darmdiät mit einem Sozialgebäude, einem Kulturgebäude, einem Zwischenbau und einem Schwesternwohnheim umgewandelt. Seit 1993 stehen die Gebäude leer. 1994 wurde Thüringen Eigentümer des Objekte. Ende 2021 wurde das Sanatorium vom Immobilien-Entwickler Ralph Dierich gekauft.
Nachdem das Areal 25 Jahre im Besitz der Landesentwicklungsgesellschaft Thüringen war, wurde es Ende 2021 an den Immobilien-Projektentwickler Ralph Dierich verkauft. Dieser will nun in einem kooperativen Verfahren einen Nutzungsmix auf dem Gelände entwickeln. 